# 青龙街道 (云阳县)
青龙街道，是中华人民共和国重庆市云阳县下辖的一个乡镇级行政单位。

## 行政区划
青龙街道下辖以下地区：
青龙嘴社区、磨子岭社区、柏杨湾社区、民德社区、张家坝社区、天鹅社区、白鹤社区、白云社区、滨江社区、复兴社区、杨沙社区、道湾社区、黄岭村、马沱村、建民村和龙溪村。